# Lunghina
Una lunghina è un tratto di corda, della lunghezza di circa due metri e terminante con un moschettone o un altro aggancio ad apertura rapida, utilizzato per condurre e per legare un cavallo, utilizzato insieme a una cavezza.
Nel caso di cavalli particolarmente focosi, come purosangue da corsa, o difficili e potenzialmente pericolosi, come stalloni o cavalli rimasti a lungo stabulati,  si utilizza una lunghina con catena  (lead shank), che ha un tratto di catena metallica nel tratto finale, dal lato del moschettone.

## Uso della lunghina
La lunghina viene generalmente agganciata all'anello inferiore e centrale della cavezza. Per condurre il cavallo, ma non per legarlo, la lunghina può essere anche agganciata ad uno dei due anelli laterali della capezza; in questo modo si ottiene un certo aumento della sicurezza nel controllo del cavallo.
Nel condurre un cavallo, la lunghina va impugnata saldamente con la mano rivolta verso il cavallo, mentre l'altra mano regge il tratto di lunghina rimanente. Quest'ultimo non dovrebbe mai essere avvolto in anse circolari, per evitare il rischio che un improvviso strattone del cavallo imprigioni il polso, la mano o le dita in un cappio, mettendo a rischio la sicurezza del conduttore. La lunghezza della lunghina fra il cavallo e la mano del conducente dev'essere regolata attentamente in base al carattere e all'addestramento del cavallo e all'abilità del conduttore. Una lunghezza eccessiva comporta il rischio che il cavallo sopravanzi il conduttore, sfuggendo al suo controllo ed esponendolo al rischio di essere trascinato o calciato. Una lunghezza insufficiente è oppressiva per il cavallo e lo irrita o lo allarma.
Nel legare un cavallo ad un sostegno fisso, è necessario prevenire l'eventualità di vari tipi di incidenti, che possono avere conseguenze molto gravi, talora letali, per il cavallo. Gli incidenti più comuni sono le incordature e le crisi di panico.
L'incordatura consiste nel fatto che il cavallo legato, muovendosi in modo imprevisto, può formare uno o più giri di corda attorno ad un arto o al collo. L'incordatura si previene utilizzando un sostegno posto abbastanza in alto da terra (almeno un metro) e limitando la lunghezza del tratto di corda fra il sostegno e la capezza. I danni da incordatura si prevengono utilizzando nodi a rapido scioglimento, moschettoni di sicurezza a sgancio rapido, e tenendo sempre con sé un coltello, molto tagliente, per troncare qualsiasi corda o laccio con estrema velocità in caso di emergenza.
La crisi di panico del cavallo possono essere scatenate dal solo fatto di sentirsi trattenuto dalla lunghina, legata a un sostegno fisso. Può prendere avvio un circolo vizioso in cui il cavallo, sentendosi trattenuto, tira all'indietro, viene spaventato dalla pressione che lui stesso esercita sulla capezza e di conseguenza tira all'indietro ancora più violentemente. Il rischio inerente a questa evenienza non è tanto la possibilità che la capezza ferisca il cavallo, ma quello che la capezza, la lunghina o il sostegno cedano improvvisamente, facendo cadere il cavallo all'indietro con grave rischio di lesioni alla colonna vertebrale. I rischi connessi alle crisi di panico in un cavallo legato si prevengono con un corretto addestramento che insegni la cessione alla pressione.  Poiché evenienze casuali possono comunque spaventare il cavallo, innestando una crisi di panico, alcuni preferiscono limitare i danni interponendo fra la capezza ed il sostegno fisso un breve tratto di cordino poco resistente, che si spezzi quando viene sottoposto a una tensione moderata; altri preferiscono la strategia opposta, utilizzando sostegni, longhine e capezze di tale solidità, da rendere impossibile l'evenienza che cedano anche alla fortissima tensione generata da un cavallo in panico.

## Uso della lunghina con catena
La lunghina con catena dovrebbe essere utilizzata unicamente per condurre il cavallo, fino a che un corretto addestramento non la renda inutile. Non dovrebbe mai essere usata con durezza (a meno che non si tratti di una situazione veramente pericolosa), o con una trazione unica e continua; forti strattoni possono spaventare il cavallo, causargli lesioni o indurlo a impennarsi. In genere, per attirare l'attenzione del cavallo bastano trazioni leggere e brevi. L'effetto della catena dovrebbe essere sentito dal cavallo solo quando il conduttore esercita una trazione, e non quando la lunghina è tenuta lasca. Il conduttore non deve impugnare la catena, perché potrebbe ferirgli le mani se il cavallo tira all'indietro o alza la testa all'improvviso.
La lunghina con catena può essere agganciata alla cavezza in vari modi:
- Sopra al naso: La catena è fatta passare dall'anello inferiore di sinistra, avvolta una volta attorno alla nasiera della capezza, infilata attraverso l'anello inferiore destro della capezza e agganciata all'anello superiore. Deve essere attaccata all'anello superiore, e non a quello inferiore, perché altrimenti la capezza può scivolare sull'occhio del cavallo e ferirlo. Quando si applica tensione, la catena preme sul naso del cavallo, inducendolo ad abbassare la testa e a prestare maggiore attenzione ai segnali del conduttore. Se viene applicata una tensione violenta, si possono causare danni alle ossa nasali del cavallo.
- Sotto il mento: la catena è fatta passare attraverso l'anello inferiore sinistro, sotto il mento del cavallo, attraverso l'anello inferiore destro ed attaccata all'anello superiore destro. Questo attacco tende a far alzar la testa al cavallo.
- Attraverso la bocca: La catena è fatta passare attraverso l'anello sinistro, attraverso la bocca, attraverso l'anello inferiore destro e attaccata all'anello superiore destro. È una tecnica molto severa, che può ferire il cavallo.
- Sopra la gengiva: analoga alla tecnica precedente, ma la catena viene fatta passare sopra la gengiva della mascella, sotto il labbro superiore. È una tecnica severa, che può far sanguinare il cavallo.
- Attorno al naso: analoga alla prima tecnica, ma la catena viene fatta continuare attorno e sotto il mento del cavallo e riagganciata su sé stessa. Copre una parte maggiore del muso del cavallo, e assicura un maggiore controllo.

L'uso abituale e scorretto della lunghina a catena costituisce un maltrattamento. Inoltre, come altre tecniche di comunicazione con il cavallo, basate sul dolore, l'uso della lunghina a catena non evita situazioni di grave pericolo, determinate da crisi di panico o da ribellione dell'animale.  Un corretto addestramento, mirato all'obiettivo di ottenere un cavallo mansueto e fiducioso nell'uomo, è molto più efficace nel limitare il rischio di danni sia all'uomo che all'animale.

## Auto costruzione della lunghina
La lunghina di canapa o sisal può essere facilmente autocostruita partendo da una corda a 4 legnoli del diametro desiderato e di lunghezza doppia della lunghina che si vuole ottenere + 30 cm.per la lavorazione .
Quindi per ottenere una lunghina di 2 m.di lunghezza dobbiamo acquistare una corda di 230 cm. di lunghezza.
Si parte smontando l'intreccio della corda per ottenere due spezzoni di 2 legnoli ognuno.
A questo punto si infila uno spezzone nell'anello di un moschettone e lo si colloca a metà dello spezzone stesso e si inizia a intrecciare di nuovo lo spezzone su se stesso per ottenere un'asola di circa 10/15 cm. di lunghezza facendo in modo che il moschettone rimanga prigioniero nell'asola.
Una volta chiusa l'asola si inizia a intrecciare il corpo della lunghina fino alla fine.
Una volta giunti in fondo si ferma l'intreccio con un fermaglio o cucendolo.